# Naohiro Takahara
Naohiro Takahara, (高原直泰) Takahara Naohiro, född 4 juni 1979, är en Japansk fotbollsspelare som spelar för Okinawa SV.
Han har tidigare spelat för japanska Júbilo Iwata, Boca Juniors i Argentina, Hamburger SV och Eintracht Frankfurt i Tyskland.
Takahara gjorde 57 landskamper för det japanska landslaget och deltog i VM 2006.